# San Antonio (nao)
La San Antonio o San Antón fue una nao española, parte de la expedición de Magallanes. Está relacionada con el descubrimiento de las islas Malvinas, de hecho, la versión más difundida afirma que el descubridor de las islas Malvinas fue Esteban Gómez, piloto de la nao, cuyo nombre dio origen al primero de las islas (referidas como «Sansón»).

## Antecedentes
Las bulas Inter Caetera y Dudum siquidem de 1493 le adjudicaban a la Corona de Castilla «todas aquellas islas y tierras firmes, encontradas y que se encuentren, descubiertas y que se descubran hacia el mediodía», fijada en una línea a cien leguas de las islas Azores. Las islas Malvinas estaban incluidas en las zonas aludidas por las bulas.
La Monarquía Hispánica proveyó una escuadra al mando de Fernando de Magallanes para ir a las islas de las especias, siempre que se hallaran comprendidas dentro de las demarcaciones españolas y sin tocar en las portuguesas. Fue llamada en su día la «Armada de la Especiería» o «Armada de Magallanes». Las singladuras se concluyeron con la primera vuelta al mundo (1519-1522) siendo la nao Victoria, capitaneada por Juan Sebastián Elcano, la única nave que completó dicho periplo.

## Historial
La expedición estaba formada por cinco naves con 234 hombres y zarpó de Sanlúcar de Barrameda, en la provincia de Cádiz, el 20 de septiembre de 1519. La San Antonio tuvo un coste de 330 000 maravedíes y, con un porte de 120 toneles (144 toneladas), era la de mayor capacidad de la expedición. Tenía una tripulación de 57 hombres. Magallanes la puso al mando de Juan de Cartagena, con quien tendría luego serios altercados, pasando entonces el mando a Antonio de Coca y después a Álvaro de Mezquita.
En la bahía San Julián, actualmente en territorio argentino (provincia de Santa Cruz), ocurrió el levantamiento contra Magallanes de Juan de Cartagena, Gaspar de Quesada, capitán de la Concepción, Luis de Mendoza, capitán de la Victoria, y otros oficiales de la expedición. Acto en el que la San Antonio pasó a poder de los insurrectos, siendo Juan Sebastián Elcano su nuevo capitán. A pesar de que los insurrectos controlaban tres de las cinco naves de la flota, la situación se giró a favor de Magallanes, al apoderarse por sorpresa de la Victoria, y el motín fracasó. Finalmente Mezquita retornó al frente de la San Antonio.

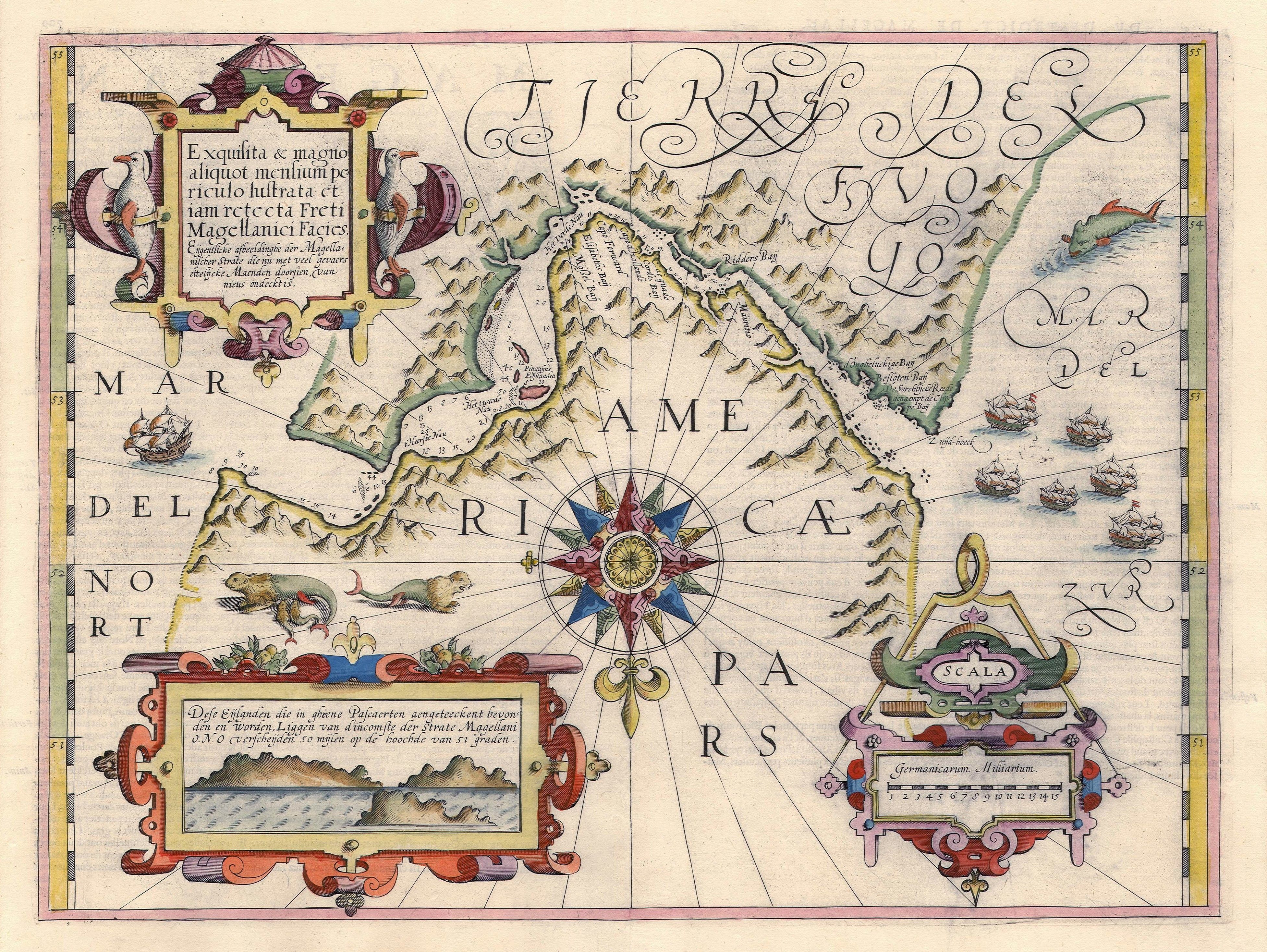
Mapa de Jodocus Hondius del estrecho de Magallanes, 1606.

El 21 de octubre de 1520 la flota se encontró frente al cabo de las Once Mil Vírgenes y en vista de la conformación de la costa se envió a la San Antonio junto con la Concepción en busca de confirmar si se trataba del paso bioceánico.
Comprobado el cruce de agua (el estrecho de Magallanes), Esteban Gómez de la San Antonio opinó que deberían volverse a informar del hallazgo, idea que descartó Magallanes, no así Gómez. Seguidamente se envió nuevamente en exploración de avanzada a esta embarcación y a la Concepción. Pero en los planes de Gómez estaba el regreso, entonces se sublevó contra Magallanes el 1 de noviembre de 1520, depuso a Álvaro de Mezquita, tomó el mando de la San Antonio e hizo que virara el curso para salir del canal principal y poner rumbo a España. Al ser la nave más grande y mejor aprovisionada de la flota, provocó grandes perjuicios al resto de la tripulación en su travesía por el océano Pacífico.
Tras sublevarse contra Magallanes, Gómez regresó a España por la ruta de Guinea y llegó a Sevilla el 6 de mayo de 1521. Fue sometido a un juicio en donde no se halla ninguna mención que pueda atribuirse a las Malvinas. Esteban Gómez cedió un indígena al cartógrafo Diego Ribero en 1529, por lo que este pudo haber obtenido de aquel un relato directo sobre las islas Sansón.

## Descubrimiento de las islas Malvinas

Mapamundi de Diego Ribero, 1529.

Una versión sobre el descubrimiento dice que cuando la expedición pasaba el invierno en Puerto San Julián, Magallanes mandó a explorar la región con la nave San Antonio, al mando de Jerónimo Guerra y Gómez como piloto. Al descubrir las islas, las llamaron Sansón. Otra versión dice que tras sublevarse contra Magallanes, los 55 desertores primero retornaron a las costas de la Patagonia para recoger a los desterrados (aunque no los localizaron) y tomar luego rumbo hacia el cabo de Buena Esperanza (en África), donde avistaron unas tierras desconocidas que resultaron ser las islas Malvinas.
El nombre Sansón podría evocar al gigante mitológico de los Tehuelches del continente o porque ese día era el día de San Sansón. El francés Bernard Calmette, capellán de la San Antonio, se dice que nombró la isla por el santo de la fecha. Según el investigador uruguayo Rolando Laguarda Trías el descubrimiento debió ser a fines de julio de 1520, ya que el 28 era precisamente el día de San Sansón. También se cita el nombre San Antonio para referirse al archipiélago.
Otra versión afín atribuye el descubrimiento a la nao Victoria, que fue enviada por Magallanes a rastrear a la San Antón en aguas del océano Atlántico. Estos dos barcos fueron los únicos de la expedición de circunvalación que pudieron regresar a España. Dom Pernety en su libro Historia de un viaje a las Islas Malvinas, publicado originalmente en 1770, cuenta que el propio Magallanes avistó las islas pero no desembarcó.

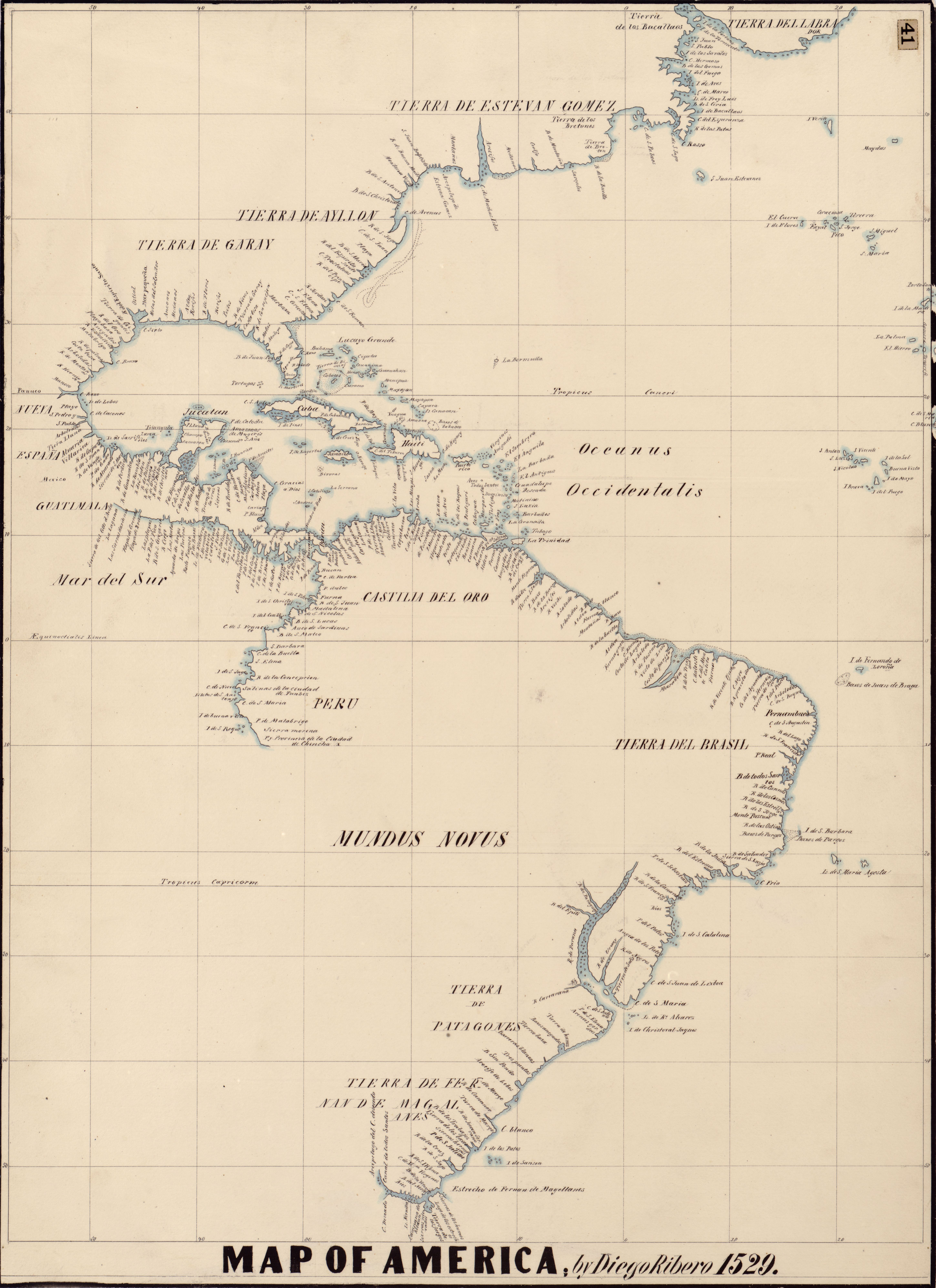
Detalle de un mapa dibujado a mano del de la costa americana, a partir del mapamundi de 1529 de Diego Ribero, donde aparecen las islas de Sansón cerca de la ubicación de las Malvinas.

Tras la expedición de Magallanes, las islas comienzan a aparecer en la cartografía de la época. El primer mapa donde aparecieron las islas fue en 1522, donde Pedro Reinel dibujó un conjunto importante de islas en el Atlántico Sur llamadas Sansón. En la cartografía de Diego de Ribero, la Carta universal en que se contiene todo lo que del mundo se ha descubierto fasta agora de 1527 y de 1529, pueden verse dos grupos de islas en la zona: las ocho o nueve islas llamadas «Sansón», a 49° sur pero a mitad de camino de la costa que las Malvinas y las islas «de los Patos» muy cerca de la costa. En la actualización de 1533 ya no incluye a estas últimas. Mucho después continúan apareciendo las islas Sansón en los mapas de: Islario de Alonso de Santa Cruz (1541), Bautista Agnese (1536-1545), Sebastián Caboto (1547), Darinel (1555), Diego Gutiérrez (1562), Bartolomé Olives (1562), Jorge Sideri (1563), Martínez (1577), José Rosacio (1580), etc., situadas siempre más al norte y más cerca de la costa que las Malvinas. En estas cartas las islas aparecen con las grafías de «San Antón», «S. Antón», «Sansón», «Sanson» o «San Son». Para 1590 las islas ya figuran en los planos de navegación españoles e italianos.
Las islas de Sansón también aparecen en 1541 en el Yslario general de todas las yslas del mundo. En el mapa Le grand insulaire et pilotage de 1586 también figuran las islas («de Sansón» o «de los Gigantes») y con un comentario:

Los primeros que pusieron pie en estas islas fueron portugueses, que acompañaban a Hernando de Magallanes en su viaje.

No se han encontrado menciones al avistaje en los relatos que se conservan del viaje: los diarios de Antonio Pigafetta, del piloto Francisco Albo, el Roteiro de un piloto genovés, ni la relación de Maximiliano Transilvano. Aunque buena parte de los escritos de Magallanes se han perdido, y falta por completo la documentación de la nave de Juan Serrano y sus descripciones de San Julián al sur, la ausencia de referencias en las bitácoras citadas arrojó dudas sobre la veracidad de esta hipótesis. Sin embargo, en 1983 el historiador Rolando Laguarda Trías encontró un documento en la Biblioteca Nacional de París, escrito por el fraile André Thevet en Le Gran Insulaire. Vol I, fechado en 1586 (seis años antes del primer antecedente británico), que incluye un mapa en la página 229 donde aparecen «Les isles de Sansón ou des Geants» (las islas «de Sansón» o «de los Gigantes») en sorprendente concordancia geográfica con las islas Malvinas. Thevet menciona en el texto adjunto haber obtenido la posición y descripción del archipiélago de un piloto portugués miembro de la expedición de Magallanes, probablemente Álvaro de Mezquita, testigo directo del avistaje, con quien se entrevistó en Lisboa.
Existe también una versión que afirma que Américo Vespucio había avistado las islas en 1502. Los historiadores Goebel y Destéfani, entre otros, consideran que la nave Incógnita, comandada por Alonso de Camargo como parte de la armada comandada por el fray Francisco de la Ribera y financiada por Gutierre de Vargas Carvajal, obispo de Plasencia, fue la descubridora de las islas en 1540.